# Jorge Carlos Fonseca
Jorge Carlos de Almeida Fonseca GColIH • GColL • GColCa • GCNSC (Mindelo, 20 de outubro de 1950) é um político, jurista e professor universitário cabo-verdiano. Foi presidente da República de Cabo Verde entre 2011 e 2021, apoiado pelo Movimento para a Democracia (MpD) e reeleito nas eleições presidenciais de 2016, também apoiado pelo Movimento para a Democracia (MpD).

## Biografia
Realizou, com distinção, os seus estudos primários e secundários (no Liceu Domingos Ramos) no país de origem. É Licenciado em Direito e Mestre em Ciências Jurídicas, pela Faculdade de Direito de Lisboa, tendo obtido a classificação de Muito Bom. Foi Assistente Graduado na Faculdade de Direito de Lisboa, durante vários anos, tendo lecionado designadamente as disciplinas de Processo Civil III (Recursos), Direito Penal e Direito Processual Penal.
Foi investigador na área do Direito Penal no Instituto Max-Planck, em Freiburg im Breisgau (Alemanha – 1986), Professor de Direito e Processo Penal no Instituto de Medicina Legal de Lisboa e Diretor Residente e Professor Associado Convidado em Macau (1989-1990). A sua vasta obra científica nas áreas do Direito Penal, Processual Penal e Constitucional – uma dúzia de livros e mais de cinquenta trabalhos doutrinários em revistas – está publicada em mais de uma dezena de países. Tem igualmente várias dezenas de escritos sobre política, cultura, democracia, direitos humanos e cidadania, em revistas da especialidade cabo-verdianas e estrangeiras.
Foi presidente e professor do Instituto Superior de Ciências Jurídicas e Sociais de Cabo Verde e presidente da Fundação «Direito e Justiça», sendo, também, um de seus principais fundadores.
Participou na elaboração da Constituição de Cabo Verde (1992) e, enquanto jurisconsulto e investigador, foi o autor de variados projetos de diplomas que marcam os contornos da nova ordem jurídica cabo-verdiana, designadamente dos Projetos dos novos Códigos Penal e de Processo Penal, da Lei de Execução das Sanções Criminais, do Projeto de Lei de Apoio às Vítimas de Crimes Violentos e da Lei das Infrações Fiscais Aduaneiras. Dirigiu e coordenou o «Estudo sobre o Estado da Justiça em Cabo Verde» (2001).
Participou, como perito contratado pelas Nações Unidas, nos trabalhos de elaboração da Constituição de Timor-Leste (2001 e 2002).
É fundador da revista «Direito e Cidadania» que se edita, em Cabo Verde, desde 1997. Figura como colaborador permanente da Revista Portuguesa de Ciências Criminais e como membro do Conselho Editorial da Revista de Economia e Direito (UAL- Portugal).
Militou pela independência de Cabo Verde, desde os dezessete anos de idade, nas estruturas clandestinas do PAIGC. Durante o regime de partido único e em rutura com ele (1979), fundou os C.C.P.D - Círculos Cabo-verdianos para a Democracia (1980) e a Liga Cabo-verdiana dos Direitos Humanos (1982).
Foi diretor-geral da Emigração e Serviços Consulares do Ministério dos Negócios Estrangeiros de Cabo Verde e o primeiro secretário-geral desse Ministério (1975-1979).
Esteve ligado à fundação do MpD e foi o primeiro ministro dos Negócios Estrangeiros da 2.ª República (1991 e 1993), tendo, nessas funções, conseguido que o país fosse eleito para o Conselho de Segurança das Nações Unidas.
É também poeta, com dois livros publicados e colaboração dispersa em dezenas de publicações nacionais e estrangeiras.
Figura em várias antologias literárias publicadas em Cabo Verde, Portugal, Brasil e Cuba e em diversas obras coletivas e de estudos literários.
Ensaísta literário e cronista, foi conferencista sobre temas jurídicos, culturais, literários e políticos, em Cabo Verde, Guiné-Bissau, Portugal, Brasil, Espanha, Senegal, Estados Unidos da América, Macau, México, Turquia, Japão, Angola, Áustria e Hungria.
É Cidadão Honorário da Cidade Velha (Património Mundial) e Sócio Emérito do Instituto Brasileiro de Ciências Criminais.
A 23 de novembro de 2017, foi agraciado com o Doutoramento Honoris Causa pela Faculdade de Direito de Lisboa, numa cerimónia que decorreu na Aula Magna.

## Presidente da República de Cabo Verde
Foi candidato a Presidente da República nas eleições de 2001, concorrendo contra Pedro Pires. Foi novamente candidato nas eleições de 7 de agosto de 2011, desta vez apoiado pelo MpD, vencendo-as na 1.ª volta (com 38% dos votos) e na 2.ª disputada volta (com 54,16%) contra o candidato apoiado pelo Partido Africano da Independência de Cabo Verde (PAICV), Manuel Inocêncio Sousa, tornando-se assim o 4.º presidente da História de Cabo Verde independente e o segundo não pertencente ao PAICV.
Foi agraciado com três graus de ordens honoríficas portuguesas: Grande-Colar da Ordem do Infante D. Henrique (11 de junho de 2012), Grande-Colar da Ordem da Liberdade (10 de abril de 2017) e Grande-Colar da Ordem de Camões (8 de novembro de 2021). Foi ainda agraciado com a Grã-Cruz da Ordem Militar de Nossa Senhora da Conceição de Vila Viçosa de Portugal, que lhe foi pessoalmente entregue por D. Duarte, Duque de Bragança, a 12 de novembro de 2012.
Em 9 de julho de 2020, anunciou que promulgou o diploma que institui a Zona Económica Especial de São Vicente (ZEEMSV), que tinha sido levado pelo Governo ao parlamento em fevereiro desse ano.